# Sanssouci
|  | Per a altres significats, vegeu «Sans Souci». |

Sanssouci era el palau d'estiu oficial de Frederic el Gran, Rei de Prússia, a Potsdam, prop de Berlín. Sovint se'l considera entre els rivals alemanys de Versalles. Tot i que l'estil de Sanssouci és d'un absolut rococó i que és bastant més petit que el seu homòleg francès, és també notable pels nombrosos templets i pavellons disseminats pel parc que envolta el conjunt. Està inscrit a la llista del Patrimoni de la Humanitat de la UNESCO des del 1990, ampliat el 1992 i 1999.

## Història
El palau va ser obra de l'arquitecte Georg Wenzeslaus von Knobelsdorff, i va ser construït entre 1745 i 1747 com a residència privada del rei Frederic, on poguera relaxar-se lluny de la pompa i la cerimònia de la cort de Berlín. Aquesta circumstància és palesa en el mateix nom del palau: Sanssouci és un terme francès que pot traduir-se com Sense preocupacions, simbolitzant que el palau era més aviat un lloc de descans que un centre de poder. El palau no ultrapassa les dimensions d'una gran vil·la d'un sol pis—més semblant al Château de Marly que a Versalles. Amb només deu habitacions principals, va ser edificat al cim d'un petit tossal aterrassat situal al bell mig del parc. Tan gran va ser la influència del gust personal de Frederic en el disseny i decoració del palau, que el seu estil ha estat qualificat de "Rococó fredericià". Frederic sentia el palau com una propietat tan personal que el considerava « un lloc que moriria amb ell ». Jan Bouman, un arquitecte holandès, va concloure el projecte.
Durant el segle xix el palau esdevingué una de les residències de Frederic Guillem IV de Prússia. Aquest va contractar l'arquitecte Ludwig Persius per a restaurar i ampliar el palau i a Ferdinand von Arnim per a millorar la ciutat i, d'aquesta manera, les vistes des del palau. La ciutat de Potsdam, amb els seus palaus, fou un dels llocs residencials preferits de la família imperial alemanya fins a la caiguda de la dinastia dels Hohenzollern l'any 1918.

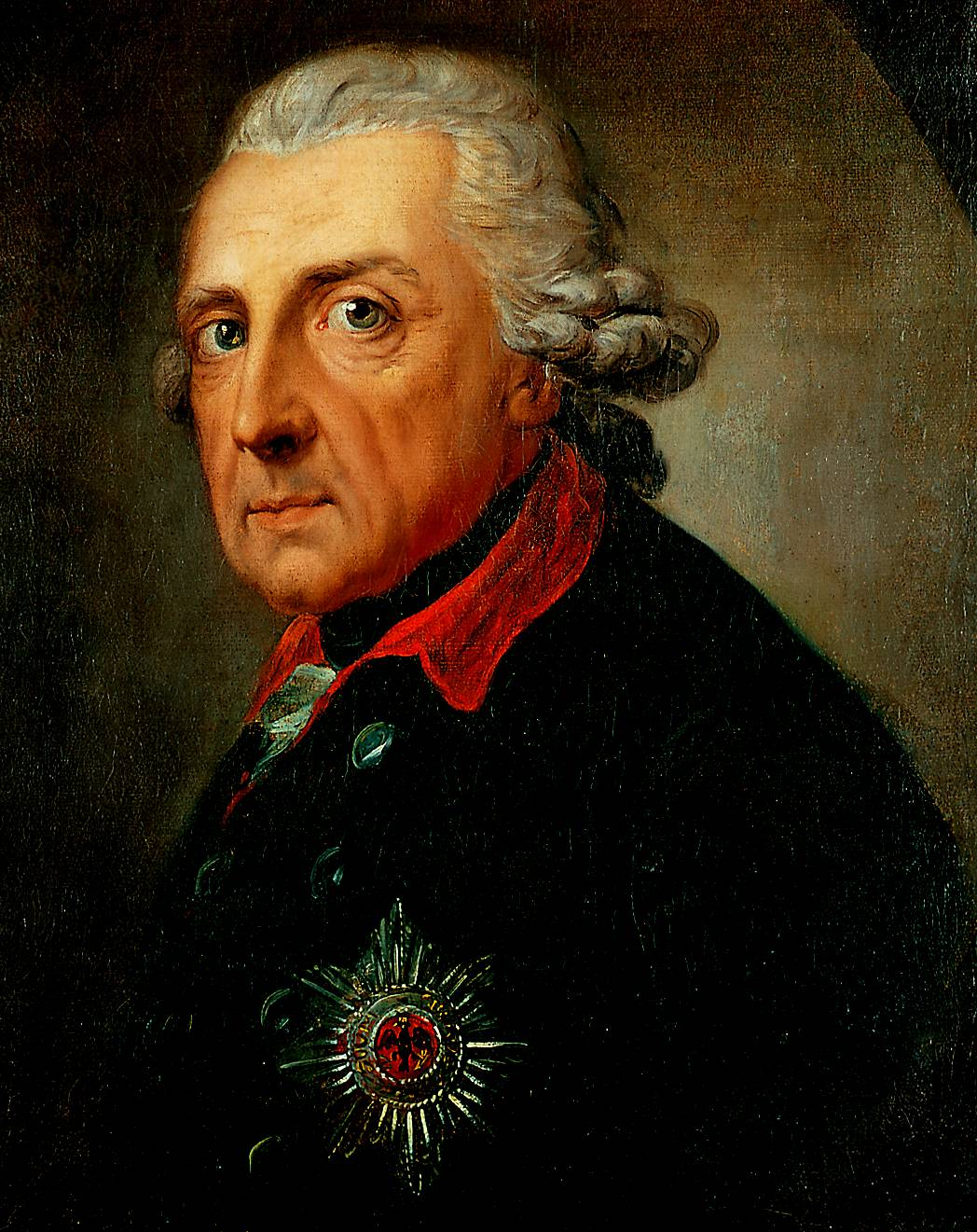
Frederic el Gran (1712–86).

Després de la Segona Guerra Mundial, el palau esdevingué una atracció turística a Alemanya de l'Est. Es va mantenir completament, d'acord amb la seua importància històrica, i va ser obert al públic. Després de la reunificació alemanya l'any 1990, es va fer realitat el desig de Frederic: les seues despulles mortals van ser finalment traslladades al seu estimat palau i soterrades en una nova tomba situada sobre els jardins que ell havia creat. L'any 1990, Sanssouci i els seus grans jardins van ser declarats Patrimoni de la Humanitat per la UNESCO. L'any 1995 es va crear la Fundació dels Palaus i Jardins de Prússia a Berlín-Brandenburg, amb l'objectiu de conservar Sanssouci i altres palaus imperials a Berlín i la seua rodalia. Aquests palaus reben avui dia la visita de més de dos milions de persones cada any, procedents de tot el món.

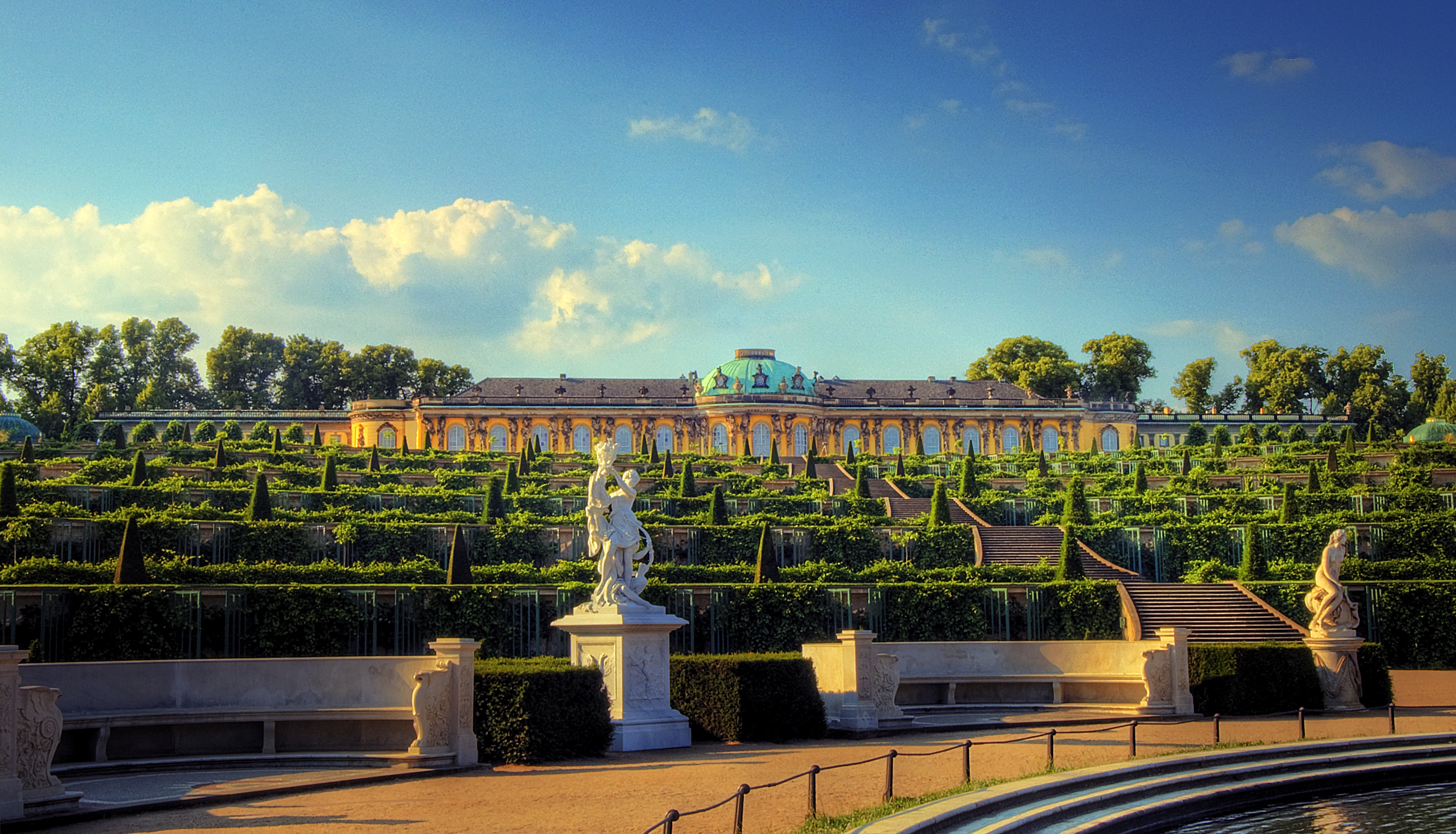
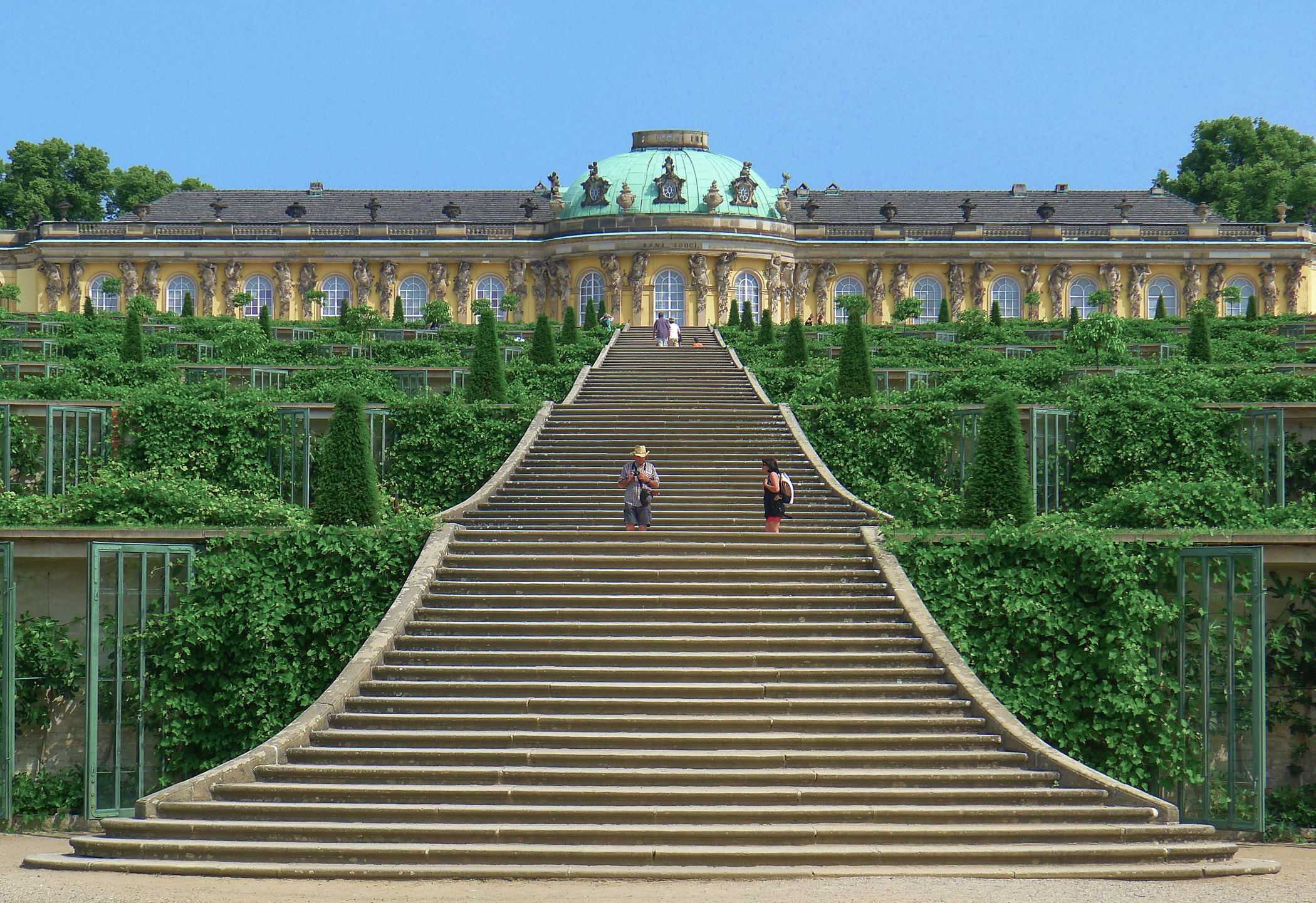
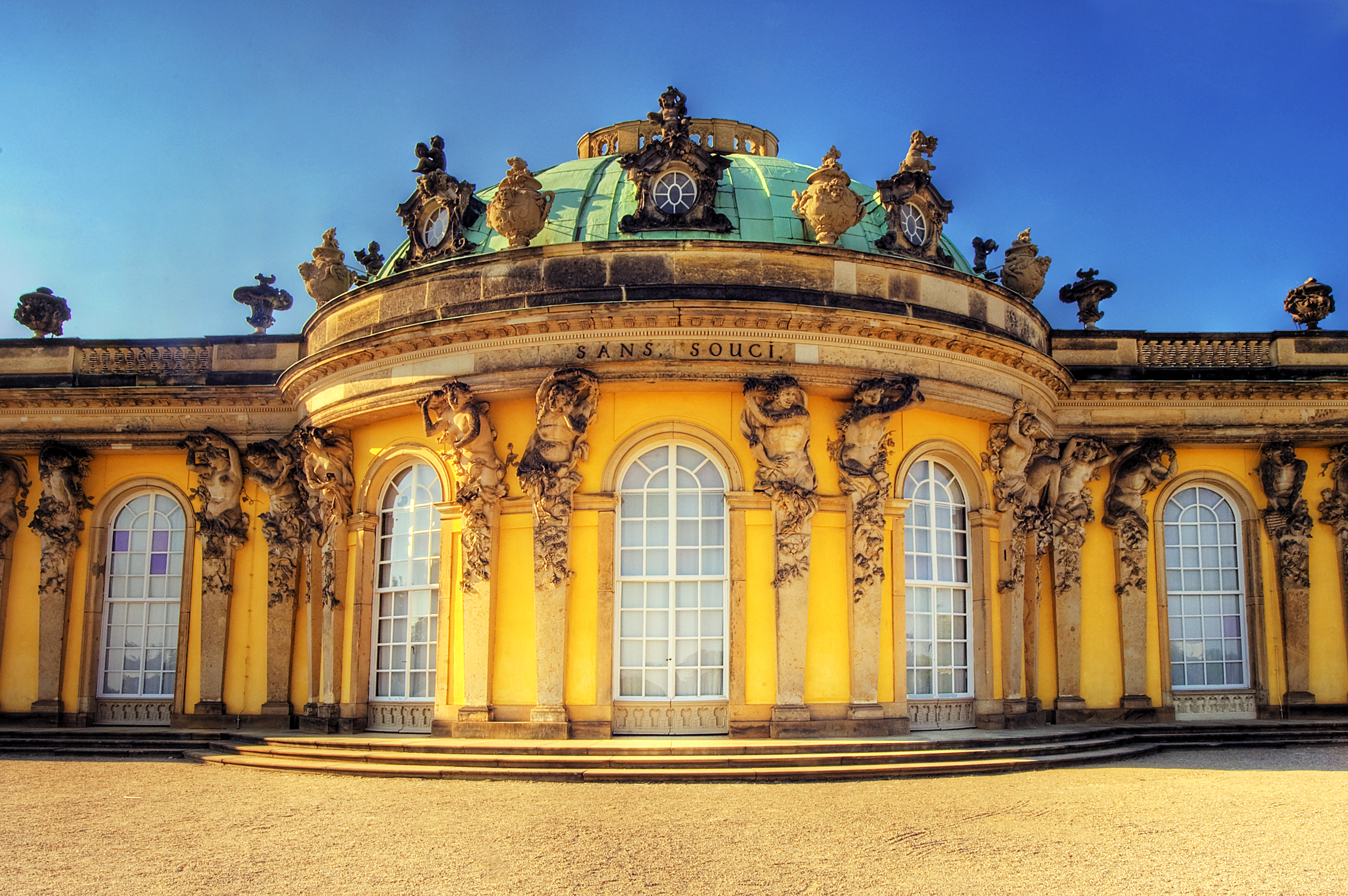
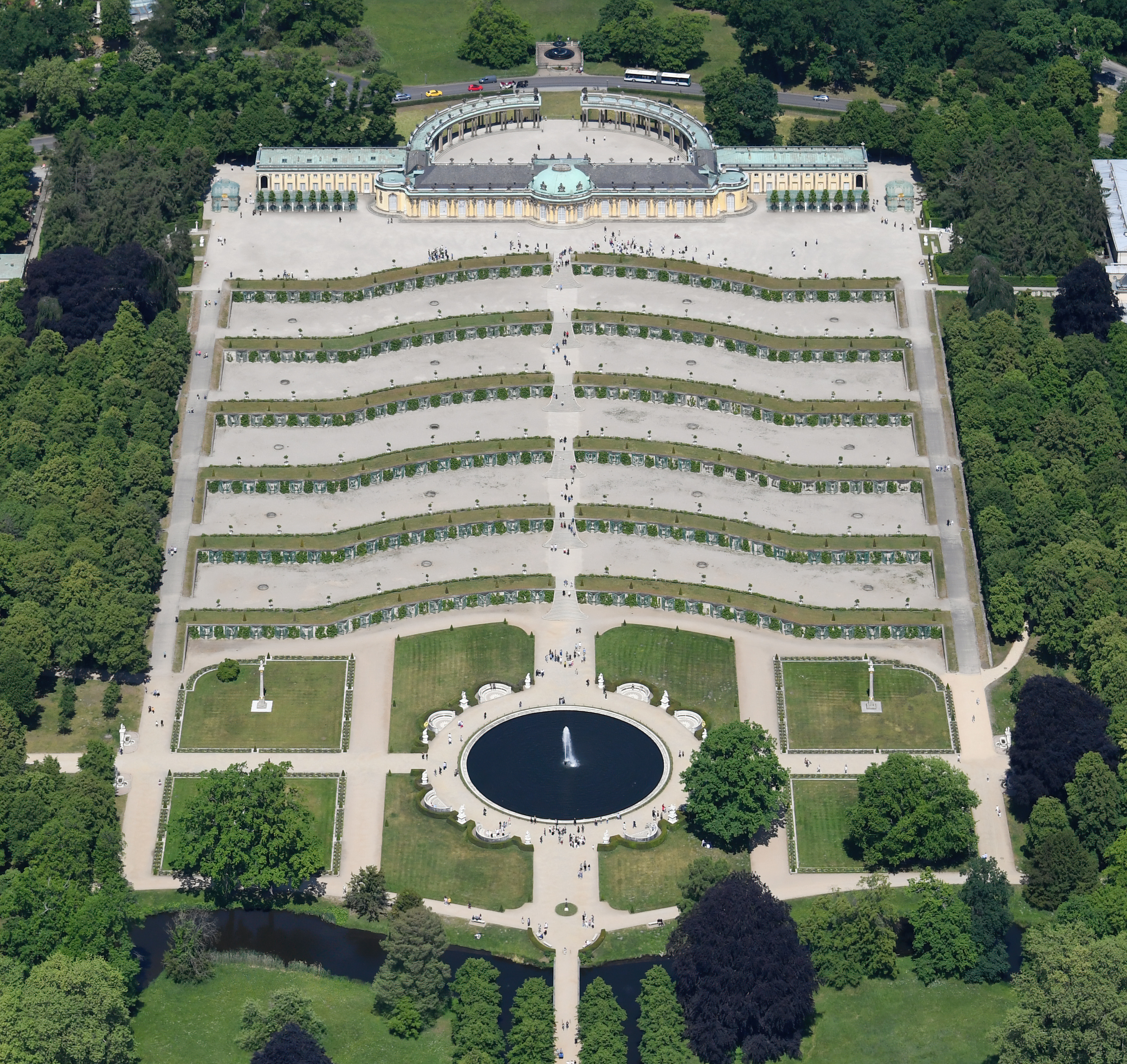

## Ethosde Sanssouci
La localització i paisatge de Sanssouci sobre una vinya reflectia l'ideal preromàntic d'harmonia entre l'home i la natura, en un ambient natural ordenat per la intervenció humana. No obstant això, la producció de vi era un objectiu secundari en el disseny del palau i dels jardins. El tossal en el qual Frederic va crear les vinyes en terrasses havia de ser el punt central del seu domini, coronat pel seu nou però petit palau—"mein Weinberghäuschen" ("La meua petita masia vitivinícola"), tal com l'anomenava Frederic. Amb les seues grans vistes sobre la rodalia, al bell mig de la natura, Frederic volia viure ací sans souci ("sense preocupacions") i dedicar-se a les seues aficions personals i als seus interessos artístics. Per tant, el palau va ser edificat per a l'ús de Frederic i els seus invitats personals només durant els mesos d'estiu, des de finals d'abril fins a principis d'octubre.
Vint anys després de la construcció de Sanssouci, Frederic va edificar el Nou Palau (Neues Palais) a la banda oest del parc. Aquest palau, bastant més gran i d'estil barroc, contrastava amb la motivació vocacional de Sanssouci, i volia mostrar al món el poder i la fermesa de Frederic. El disseny del Nou Palau volia demostrar que el poder de Prússia continuava viu, malgrat la recent desfeta en la Guerra dels Set Anys. Frederic no va ocultar aquesta intenció, fins i tot referint-se a la nova construcció com la seua "fanfarronada".
Aquest concepte de gran palau destinat a impressionar ha portat a la comparació entre els conjunts de Potsdam i Versalles, amb la qual, Sanssouci ocuparia el lloc dels Trianons. Aquesta analogia, tot i que resulta atractiva, ignora els mèrits de Sanssouci, el palau per al qual va ser creat el parc i el conjunt sencer. A diferència dels Trianons, Sanssouci no era un refugi per a escapar del gran palau, per la senzilla raó que el gran palau no existia en el moment de la creació de Sanssouci. Ara bé, és cert que Sanssouci va ser concebut com un lloc de retir personal i no com un centre d'expressió de poder, fermesa o mèrit arquitectònic. A diferència dels Trianons, Sanssouci va ser dissenyat com una unitat en ell mateix.

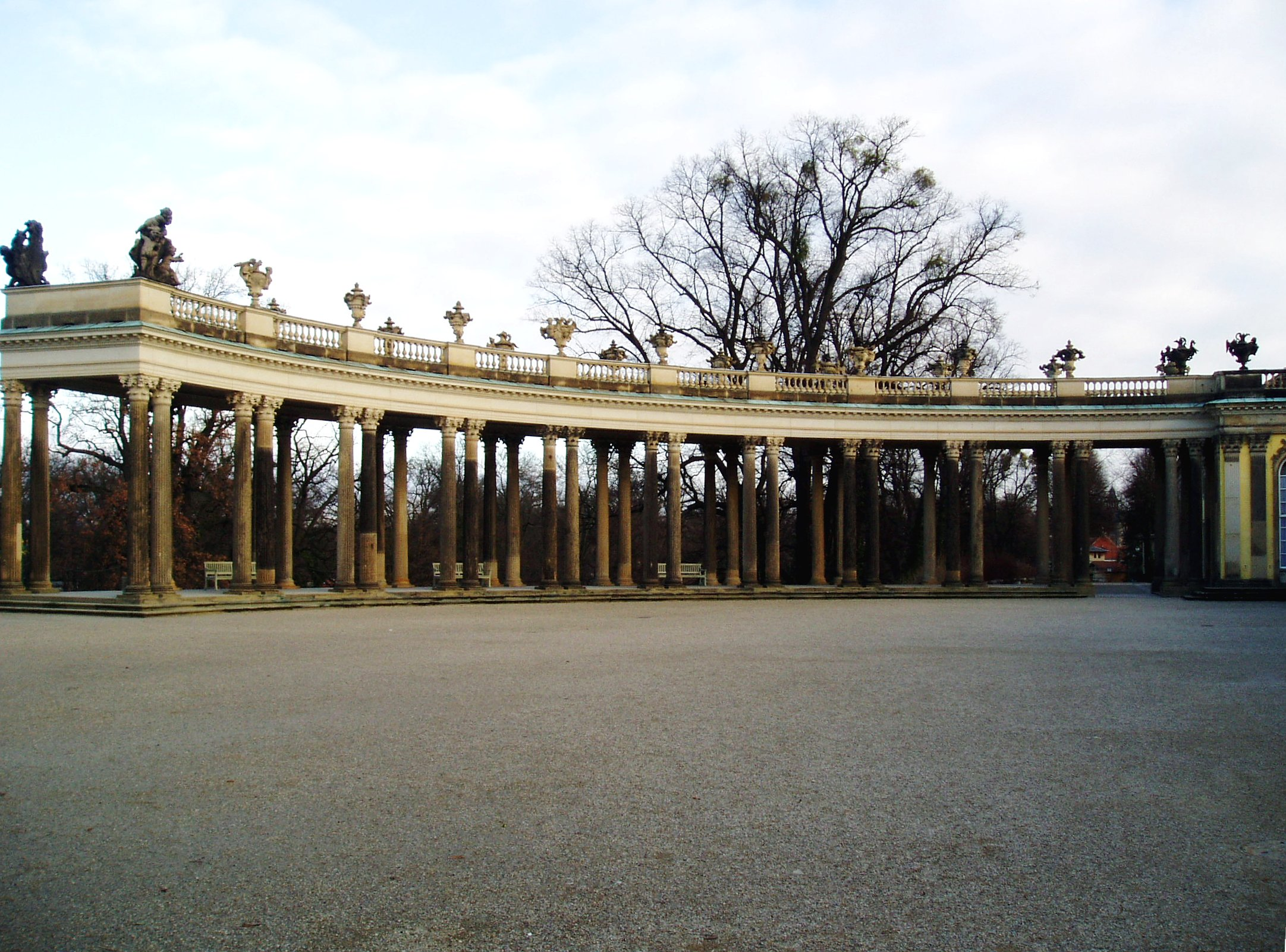
Una de les dues columnates segmentades que envolten la cour d'honneur a la banda nord del palau.

Sanssouci és petit, amb el cos principal (o corps de logis) consistent en una única planta amb una filera de només deu habitacions que inclou un passadís i cambres de servei darrere d'elles. L'esbós que va fer el mateix Frederic l'any 1745 demostra que el seu arquitecte, Knobelsdorff, va actuar més com a tècnic que com a creador, atès que l'obra final respon fidelment al projecte del rei. Sembla que Frederic no hi va acceptar cap suggeriment, i va rebutjar la idea de Knobelsdorff, que opinava que el palau havia de tenir un pis semi-sòtan, que podia haver-se usat perquè les àrees de servei estiguessin més a mà, i que hauria elevat el pis principal a un nivell de planta noble. Això hauria atorgat al palau no només una major presència, sinó que també hauria evitat els problemes d'humitat que sempre ha patit. No obstant això, Frederic volia un palau íntim per a viure-hi: per exemple, volia accedir-hi immediatament des del jardí, en lloc d'haver de pujar una llarga escala. Va insistir que fos construït a nivell del terra, considerant que el tossat era prou com a pedestal: en conclusió, havia de ser una casa de lleure. Les seues demandes recurrents van tenir a veure amb el desig d'una casa amb una connexió directa amb la natura. Les habitacions principals, il·luminades per altes finestres, donen al sud sobre la vinya; l'accés es troba en la façana nord, on es va construir una cour d'honneur semicircular amb dues columnates segmentades d'ordre corinti.
A la banda est del parc hi ha la Galeria de Pintura de Sanssouci, construïda entre 1755 i 1764 sota la supervisió de l'arquitecte Johann Gottfried Büring. S'eleva al lloc on Frederic disposava del seu hivernacle per al conreu de fruites tropicals. La Galeria de Pintura és el museu més antic encara existent construït per un governant a Alemanya. Com en el cas del palau, és llarg i baix, amb un cos central de tres navades en volta.

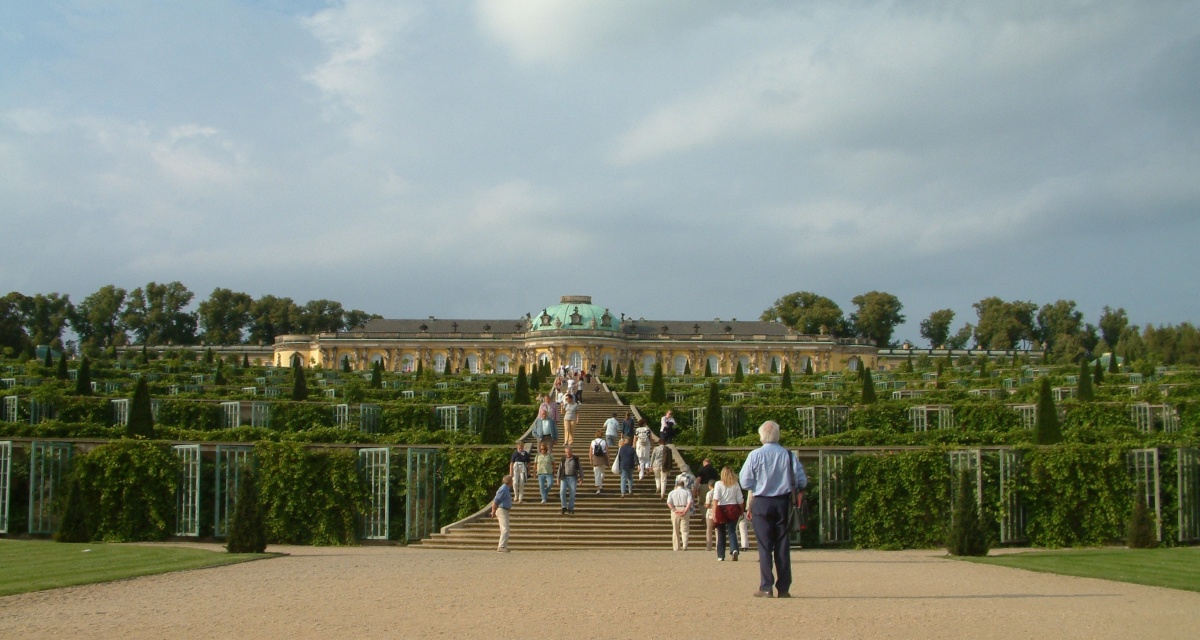
La façana sud. Frederic el Gran va rebutjar el consell del seu arquitecte de situar la planta noble sobre una planta semi-sòtan. Com a resultat, el palau no va aprofitar al màxim la seua ubicació. Des de les finestres no hi ha bones vistes, i vist des de les terrasses inferiors el palau sembla més aviat una orangerie.

Després de la mort de Frederic va començar una nova era, el senyal visible de la qual va ser l'evolució de l'estil arquitectònic. Així, el neoclassicisme, popular arreu d'Europa, però ignorat per Frederic, va trobar ara el seu lloc a Potsdam i Berlin durant el regnat de Frederic Guillem II de Prússia. Aquest va ordenar la construcció d'un nou palau en un estil més modern, i va habitar Sanssouci només ocasionalment.
El rebedor i les habitacions van ser completament alterats immediatament després de la mort de Frederic. Frederick William von Erdmannsdorff va ser l'encarregat de la reforma. Mentre que Frederic havia fet construir el Nou Palau en estil barroc entre 1763 i 1769, Erdmannsdorff, un defensor del neoclassicisme, havia creat Schloss Wörlitz al Parc Wörlitz, el primer palau neoclàssic d'Alemanya. Com a resultat d'aquesta influència, Sanssouci esdevingué el primer dels palaus a Potsdam i Berlín a ser remodelat amb un interior neoclàssic. L'any 1797, Frederic Guillem va ser succeït per Frederic Guillem III. Aquest visità Sanssouci encara menys freqüentment que son pare, ja que s'estimava més passar l'estiu al Palau Paretz o al Pfaueninsel de Berlín.

## L'arquitectura de Sanssouci

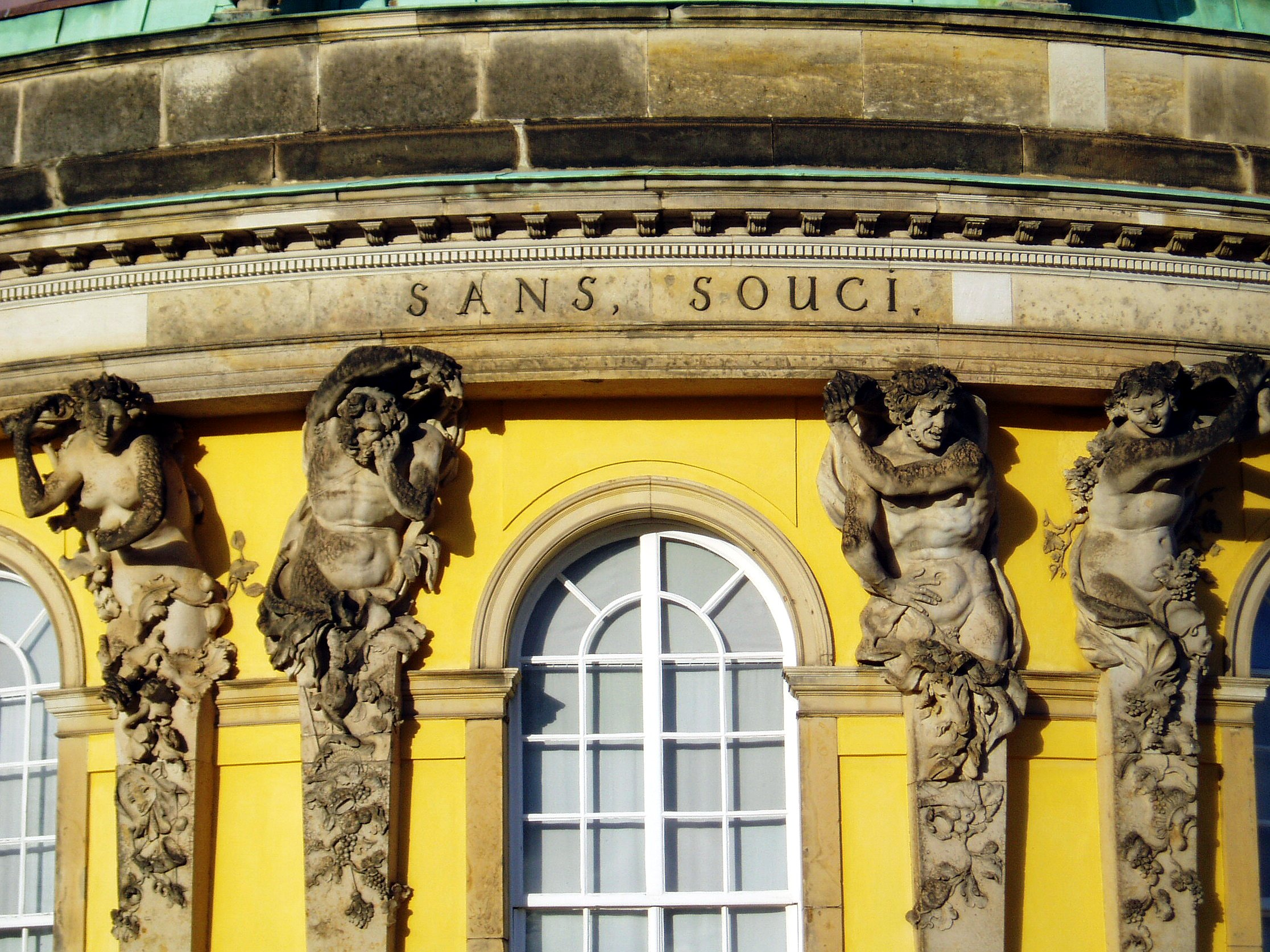
Detall arquitectònic de la cúpula central, en la façana del jardí: atlants i cariàtides.

No va ser una coincidència l'elecció per part de Frederic de l'estil arquitectònic rococó per a Sanssouci. Aquest estil informal, gairebé capritxós, aleshores de moda, corresponia exactament amb l'ús que Frederic volia donar al palau. L'estil rococó va aparèixer a França a les primeries del segle xviii com una continuació de l'estil barroc. Però en contrast amb els temes greus i els colors foscos del barroc, el rococó es va caracteritzar per l'opulència, la gràcia, la frivolitat i la lleugeresa. Els motius rococó expressaven la vida despreocupada de les classes aristocràtiques i els idil·lis superficials més que les batalles heròiques o els temes religiosos. També se solien representar escenes en plena naturalesa. Això, de nou, quadrava perfectament amb la idea de Frederic sobre l'harmonia entre la natura i l'arquitectura. El palau va ser construït seguint bastant fidelment els esbossos de Frederic.
El palau consta d'un cos principal d'una única planta i dues ales adjacents, ocupant gairebé completament la terrassa superior del tossal. La potencial monotonia de la façana es trenca amb una cúpula central que s'eleva sobre la teulada, i on hi ha el nom del palau en lletres de bronze daurat. Les ales secundàries front al jardí estan tapades per dues línies simètriques d'arbres, i acaben en uns pavellons de reixa, ricament decorats amb ornaments daurats.
La façana que dona al jardí està decorada amb figures tallades d'atlants i cariàtides; agrupats en parells entre les finestres, simulant suportar la balustrada superior. Executats en arenisca, aquestes figures d'ambdós sexes representen bacants, companys del déu del vi Bacus, i procedeixen del taller de l'escultor Friedrich Christian Glume. El mateix taller va produir els gerros de la balustrada i el grup de querubins situats damunt de les finestres de la cúpula.

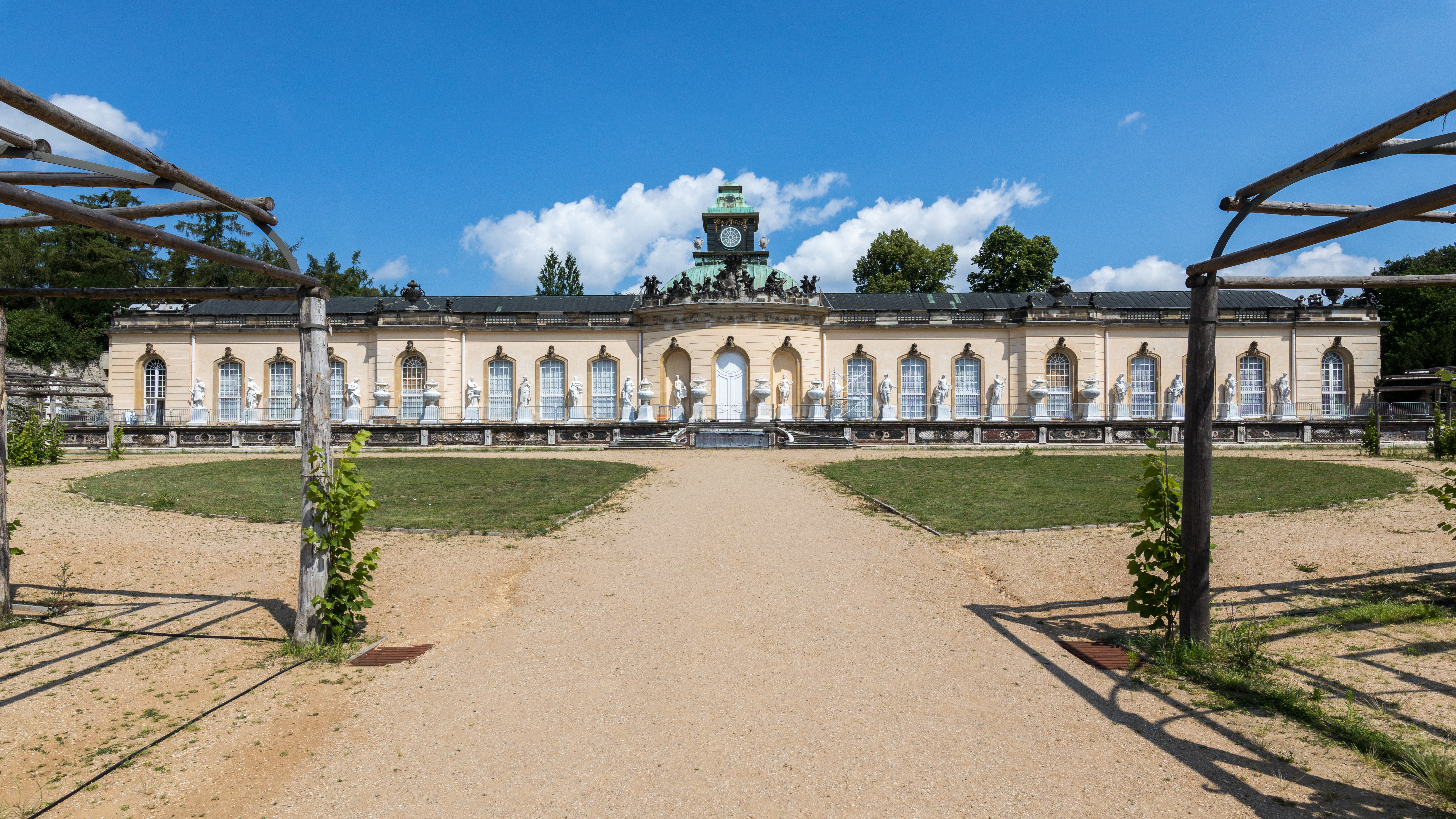
La façana sud de la Galeria de Pintura de Sanssouci.

En contrast, la façana nord, per on s'accedeix al palau, és més austera. Dues columnates dividides en segments formades per 88 columnes corínties—dues en profunditat—es corben des de l'edifici per a abraçar la semicircular cour d'honneur. Com en la façana sud, una balustrada amb gerros d'arenisca decora la teulada del cos principal del palau.
Flanquejant el cos principal hi ha dues ales secundàries que es feien servir per hostatjar el servei i com a dependències de treball domèstic necessari per a atendre a un monarca del segle xviii, fins i tot en el seu temps de lleure. En temps de Frederic, aquestes ales d'una sola planta estaven cobertes de plantes enfiladisses amb la intenció d'amagar la seua prosaica finalitat. L'ala Est albergarva les habitacions dels secretaris, jardiners i servents, mentre que l'ala Oest contenia la cuina, l'estable i una cotxera.
Frederic va habitar regularment el palau cada estiu, però després de la seua mort, l'any 1786, aquest va romandre gairebé oblidat i desocupat fins a la meitat del segle xix. L'any 1840, 100 anys després de l'ascensió al tron de Frederic el Gran, el fill del seu nebot, Frederic Guillem IV i la seua muller van tornar a habitar el palau. La parella reial va conservar el mobiliari original i va reemplaçar les peces desaparegudes amb altres de l'època de Frederic el Gran. Es va plantejar el projecte de tornar al seu estat original l'habitació on havia mort Frederic el Gran, però finalment no va poder ser realitzat a causa de l'absència de plànols i documents originals. No obstant això, la butaca en què havia mort va ser novament traslladada al palau l'any 1843.
Frederic Guillem IV, un dibuixant interessat tant en l'arquitectura com en el paisatgisme, va transformar el palau des de la casa de lleure del seu besoncle a una funcional casa de camp a la moda del moment. Les petites ales de servei van ser ampliades entre 1840 i 1842. Aquestes modificacions van caldre perquè, tot i que Frederic el Gran filosofava i interpretava música a Sanssouci, li agradava viure modestament i sense esplendor. A mesura que va anar envellint, la seua modèstia va evolucionar vers la gasiveria. No va permetre obres de manteniment en la façana, i a males penes les va autoritzar en l'interior. Aquest capteniment va ser relacionat amb el seu desig que Sanssouci no durara més enllà de la seua pròpia vida.

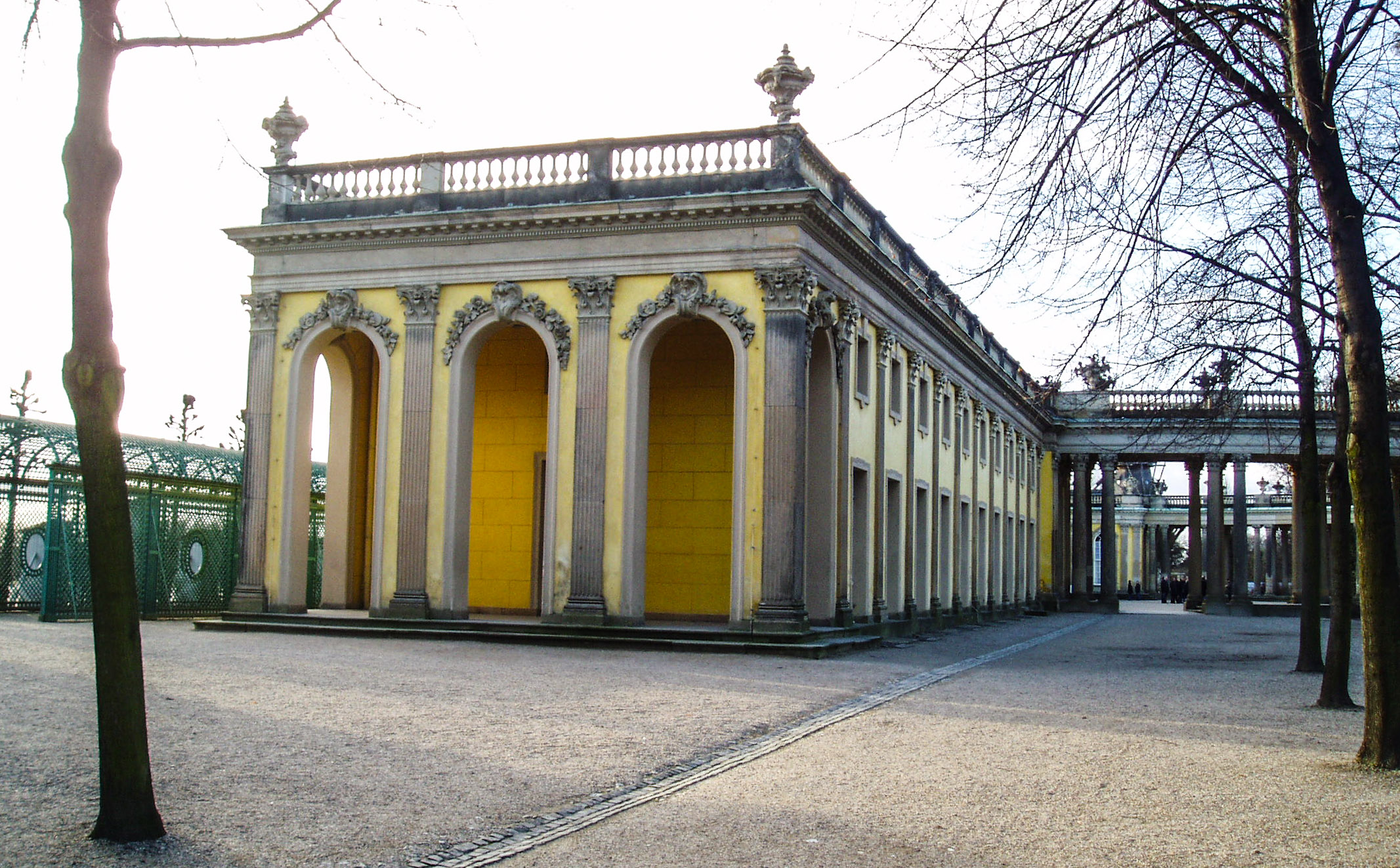
L'ala Est. Les dues ales de servei, virtualment ocultes a la vista per una pantalla vegetal en el temps de Frederic el Gran, van ser remodelades al per Frederic Guillem IV, qui va transformar el palau en una residència reial més convencional, per a l'ús de la seua família i de la cort.

Entre els afegits cal destacar una planta entresol a ambdues ales. La cuina va ser traslladada a l'ala Est. El petit celler de Frederic el Gran va ser ampliat i transformat en magatzem, i al nou pis superior s'hi van col·locar les habitacions del servei.
L'ala Oest va començar a ser coneguda com L'ala de les dames, perquè hi contenia les habitacions de les dames de companyia i les invitades. Aquesta era l'habitual disposició en les grans cases del segle xix, que sovint gaudien també d'una ala per als cavallers solters, destinada als membres de la casa i els invitats. Les habitacions van ser decorades amb intricades boiseries, panells i tapissos. Aquestes noves dependències per a les dames eren vitals: la vida social a Sanssouci sota Frederic el Gran era mínima, i se sap que la presència de dones no hi va ser habitual, de manera que evidentment calien instal·lacions per a elles. Frederic el Gran es va casar amb Elisabet Cristina de Brunsvic-Bevern l'any 1733, però s'hi va separar després de la seua ascensió al tron l'any 1740. Després de la separació, la reina residia sola al Palau de Schönhausen, a Berlín, mentre que Frederic va voler que Sanssouci fóra "sans femmes" (sense dones).

## Interior del palau

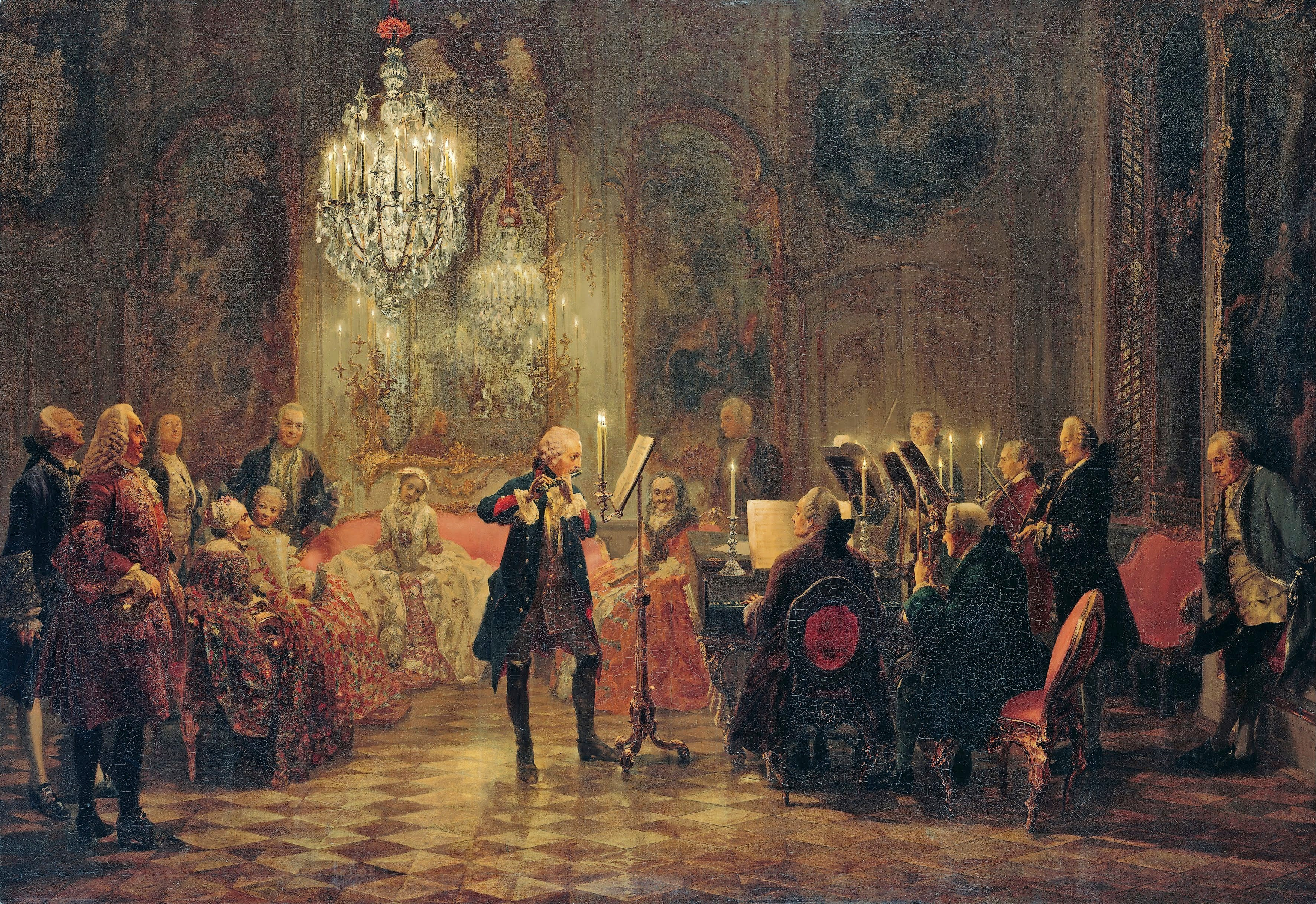
El "Concert de flauta a Sanssouci" de Menzel, 1852, representa Frederic el Gran tocant la flauta en la seua cambra de música de Sanssouci.

En la tradició barroca, les habitacions principals (incloent-hi els dormitoris) es troben totes en la planta noble, que a Sanssouci era la planta baixa per decisió de Frederic el Gran. Mentre que les ales secundàries tenien un pis superior, en el cos principal, ocupat pel rei, la planta baixa disposava de l'alçada completa de l'edifici. La comoditat va ser també una de les prioritats en la distribució de les habitacions. El palau palesa la teoria arquitectònica contemporània francesa de l'apartement double, ideal per al confort cortesà, amb dos rengles d'habitacions, un darrere de l'altre. Les habitacions principals donen al jardí, mirant cap al sud, mentre que les habitacions per al servei es troben a la cara nord. Així, un apartement double consisteix en una habitació principal més l'habitació per al servei. Unes portes connecten els apartaments entre si. Estan distribuïts en fila, de manera que la totalitat de l'interior del palau pot ser observada amb un colp d'ull.
Frederic va esbossar-ne la decoració i la distribució, i els seus esbossos van ser interpretats per artistes com ara Johann August Nahl, els germans Hoppenhaupt, els germans Spindler i Johann Melchior Kambly, que no només van crear obres d'art, sinó que van decorar les habitacions en estil rococó. Tot i que Frederic no era massa exigent en temes de protocol i de moda, va voler estar envoltat de bells objectes d'art. Va arranjar els seus apartaments personals d'acord amb el seu gust i les seues necessitats, sovint ignorant les tendències i modes contemporànies. Aquestes decoracions rococó tan personals van portar a encunyar el terme "Rococó fredericià".
L'àrea principal d'accés, consistent en dues antesales, la Sala Rebedor i la Sala de Marbre, es troba al centre, proveint així un lloc de reunió per als invitats i la cort, en la tradició del concepte barroc de les sales oficials, mentre que les habitacions principals adjacents a la Sala de Marbre esdevenen progressivament més íntimes i privades. Així, la Sala de Marbre era el principal lloc de recepció de la cúpula central. A la banda Oest hi ha cinc habitacions per a invitats, mentre que els apartaments del rei es troben a la banda Est - una sala d'audiència, una sala de música, un estudi, un dormitori, una biblioteca i una llarga galeria vers el costat Nord.
Habitualment s'accedeix al palau a través de la Sala Rebedor, en l'interior de la qual es va continuar amb l'austera forma de la columnata exterior. Els murs d'aquesta cambra rectangular van ser dividits per deu parells de columnes corínties fetes amb estuc de marbre amb capitells daurats. Hi ha tres cornises en relleu sobre les portes, amb motius sobre el mite de Bacus, en línia amb la vinya que envolta el palau. Georg Franz Ebenhech va ser l'autor dels estucs daurats. L'estricta elegància clàssica va ser alleujada per mitjà del fresc del sostre, obra del pintor suec Johann Harper, que representa la deessa Flora amb els seus acòlits, llançant flors des del cel.

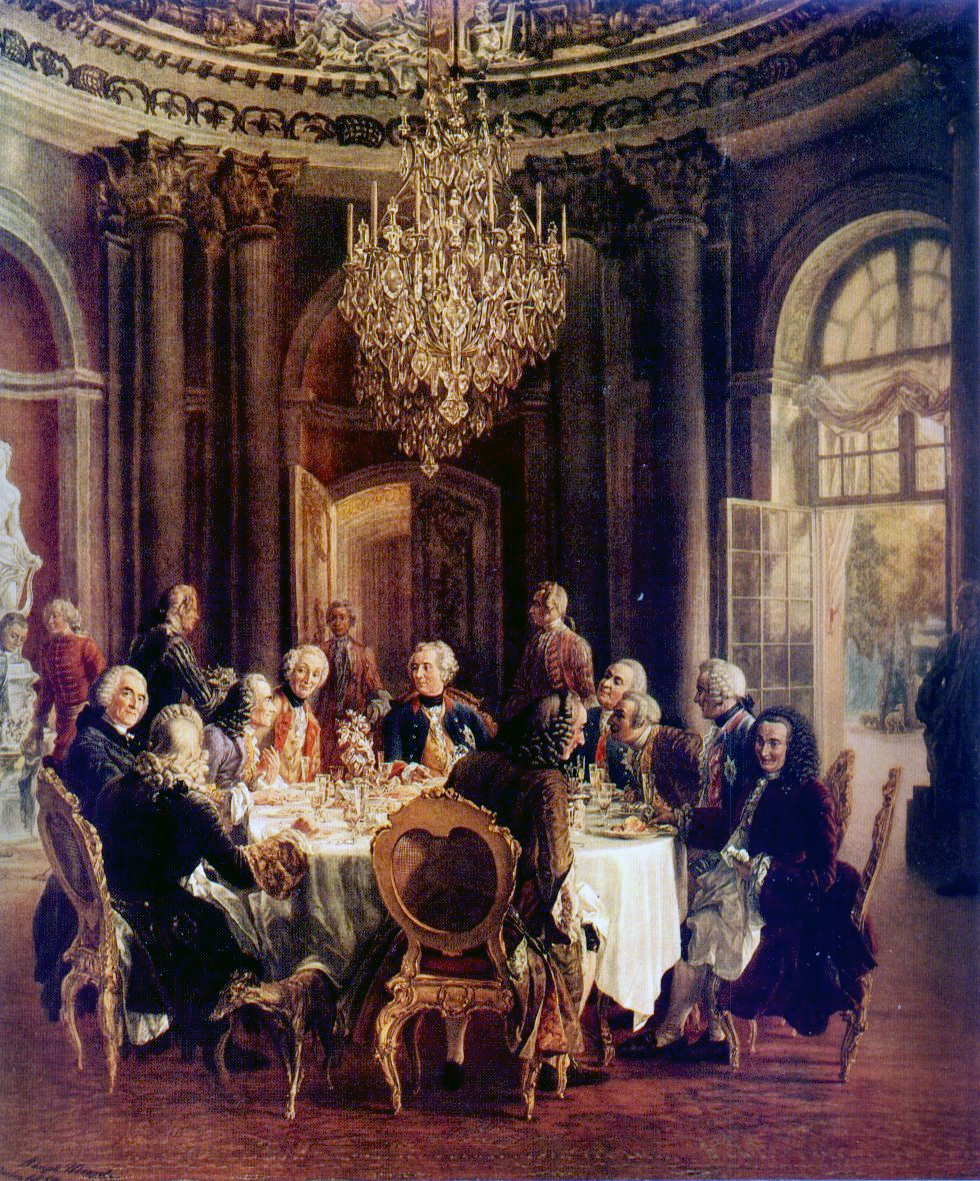
Die Tafelrunde d'Adolph von Menzel. La "sala de Marbre", de forma oval i coronada amb una cúpula, és la sala principal de recepció del palau. A l'esquerra, amb jaqueta de color púpura, seu Voltaire, els altres hostes són membres de l'Acadèmia Prussiana de Ciències

L'ovalada Marmorsaal ("Sala de Marbre"), decorada en blanc i or i coronada per una cúpula, com a principal sala de recepció va ser la seu de les celebracions a palau. Les columnes emparellades van ser realitzades en marbre de Carrara. Sobre aquestes, putti d'estuc deixen penjar els seus peus des de la cornisa. La volta és blanca amb ornaments daurats i el paviment és de mosaic de marbre italià, en teseles que irradien des d'una figura central ovalada de forma enreixada. Hi ha tres finestres coronades per un arc a la banda del jardí; enfront d'aquestes, en dos nínxols flanquejant la porta d'accés, escultures de Venus Urània, la deessa de la natura verge i la vida, i Apol·lo, el déu de les arts, realitzades per l'escultor francès François Gaspard Adam, estableixen la iconografia de Sanssouci com a lloc on l'art es va unir a la natura.
La sala contigua va servir tant de sala d'audiència com de menjador. Està decorada amb pintures d'artistes francesos del segle xviii, incloent-hi Jean-Baptiste Pater, Jean François de Troy, Pierre Jacques Cazes, Louis Silvestre i Antoine Watteau. No obstant això, ací, com en la majoria de les sales, els putti tallats, les flors i els llibres esculpits en els relleus situats damunt de les portes, van ser obra de Glume, i els frescos de sostre emfatitzen l'esperit rococó del palau. Aquesta exuberant mena d'ornamentació rococó, rocaille, va ser usada abundantment en els murs i el sostre de la sala de música. Gran part d'aquest treball va ser realitzat per l'escultor i decorador Johann Michael Hoppenhaupt (el vell). Un fortepiano de 1746, de Gottfried Silbermann, que va ser propietat de Frederic el Gran roman com un recordatori nostàlgic del propòsit original de la sala.
L'Estudi del rei i el dormitori, remodelats l'any 1786 després de la mort de Frederic per Frederick William von Erdmannsdorff, contrasten avui dia amb les sales rococó. Ací regnen ara les planeres i netes línies clàssiques. No obstant això, l'escriptori de Frederic i la butaca en què va morir van ser reintegrades en la sala a mitjan segle xix. Des d'aleshores, alguns retrats i mobles desapareguts de l'època de Frederic han estat reemplaçats.
La biblioteca circular es desvia de l'estructura espacial de l'arquitectura palatina francesa. La sala es troba gairebé oculta, només accessible a través d'un estret passadís des del dormitori, subratllant el seu caràcter privat. Els murs van ser panellats amb fusta de cedre, material amb el qual també es van fer les prestatgeries encastades. El seu to marró fosc contrasta amb els rics ornaments daurats en rocaille, creant una atmosfera de tranquil·litat.
Les prestatgeries contenen aproximadament 2.100 volums de literatura grega i romana i d'historiografia, així com una col·lecció de literatura francesa dels segles xvii i XVIII, amb un èmfasi especial en l'obra de Voltaire. Els llibres estan enquadernats en pell roja o marró i ricament daurats.
La galeria que dona a la cara nord permetia contemplar el pati. Ací, de nou, Frederic es va desviar del típic disseny francès, que hauria situat les habitacions de servei en aquesta localització. Foradats en el mur interior d'aquesta llarga sala hi ha nínxols amb escultures de marbre que representen deïtats grecoromanes. Cinc finestres alternant amb espills en el mur exterior reflecteixen pintures de Nicolas Lancret, Jean-Baptiste Pater i Antoine Watteau, penjades entre els nínxols d'enfront.
A l'Oest es troben les habitacions d'invitats en les quals s'allotjaven els amics que el rei considerava prou íntims com per a ser convidats al més privat dels seus palaus. Dos dels invitats de Frederic van ser prou distingits perquè les habitacions que van ocupar foren designades amb el seu nom. L'habitació Rothenburg deu el seu nom al comte de Rothenburg, qui va ocupar aquesta cambra circular fins a la seua mort l'any 1751. Aquesta habitació mescla l'estil general del palau i el de la biblioteca. L'habitació de Voltaire sovint va ser ocupada pel filòsof durant la seua estada a Potsdam entre 1750 i 1753. L'habitació de Voltaire és destacable per la seua decoració, que l'ha feta guanyar-se també el qualificatiu de l'"habitació de les flors". Sobre un mur lacat de color groc van ser superposades talles de fusta acolorides i ricament adornades. Micos, lloros, grues, cigonyes, fruites, flors i garlandes donen a l'abitació un exquisit i natural caràcter. Aquesta cambra va ser dissenyada per Johann Christian Hoppenhaupt (el jove) entre els anys 1752 i 1753 a partir d'esbossos fets per Frederic el Gran.

## Jardins aterrassats

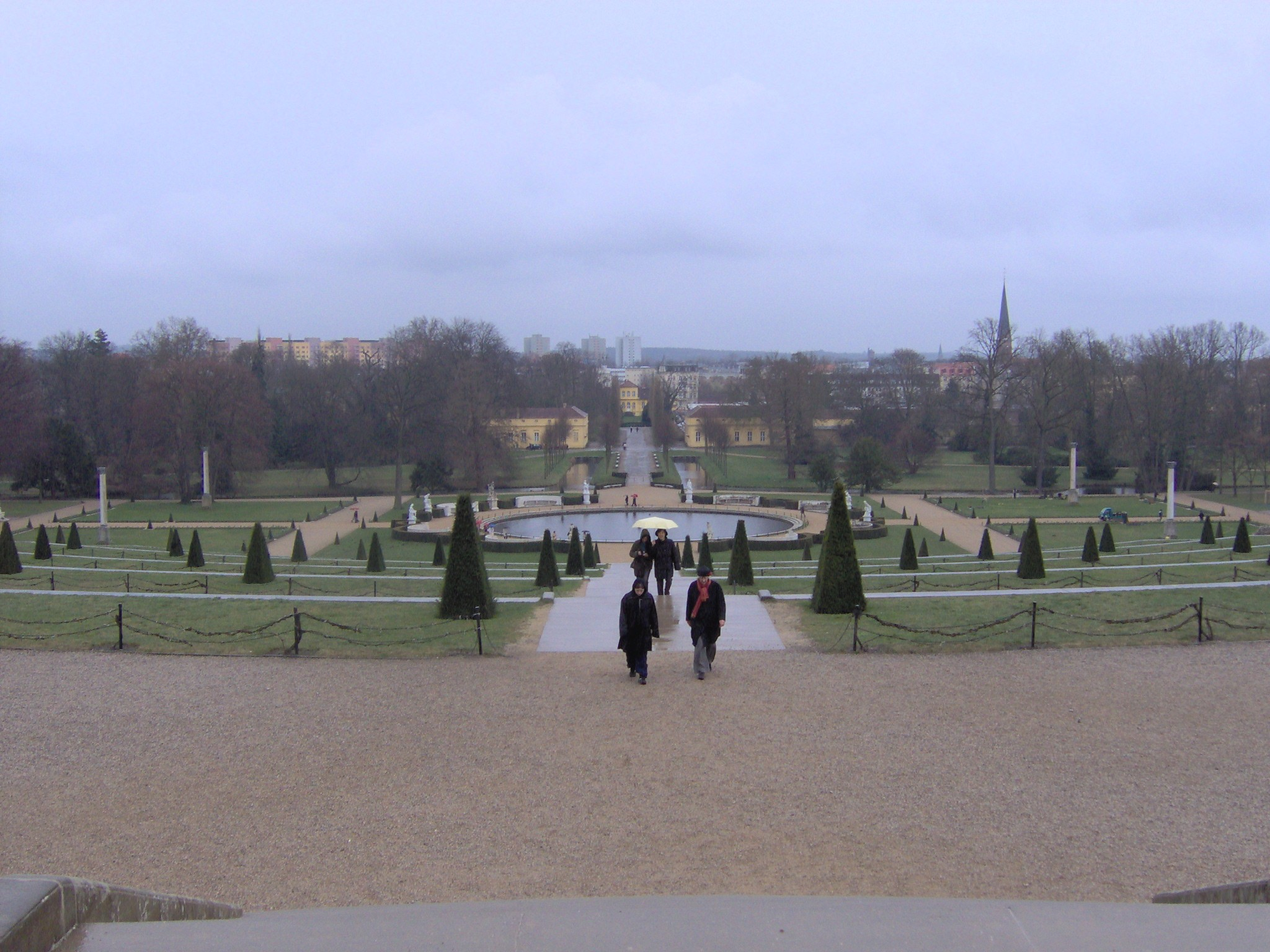
Els jardins aterrassats vists des del palau vers el parc.

La vista panoràmica del jardí de Sanssouci és el resultat de la decisió de Frederic el Gran de crear una vinya aterrassada en el vessant sud dels tossals de Bornstedt. L'àrea havia estat prèviament reforestada, però els arbres van ser talats durant el regnat del "rei soldat" Frederic Guillem I per a permetre l'expansió de la ciutat de Potsdam.
El 10 d'agost de 1744, Frederic va ordenar que el tossal fóra convertit en una vinya aterrassada. Es van crear tres terrasses amb el centre convex per a maximitzar la llum solar. Els murs de les terrasses, d'atobó, es van foradar amb 168 nínxols esmaltats. Contra el mur es van plantar vinyes enfiladisses procedents de Portugal, Itàlia, França i de la propera zona de Neuruppin, mentre que als nínxols es van plantar figueres. Cada terrassa va ser dividida per rengles de gespa, en les quals van ser plantats teixos. Petits boixos voltaven la zona, fent una mena de parterre circular ornamental. Al bell mig d'aquesta "roda" es va situar una escala de 120 graons (avui dia 132) que dividia les terrasses en sis.

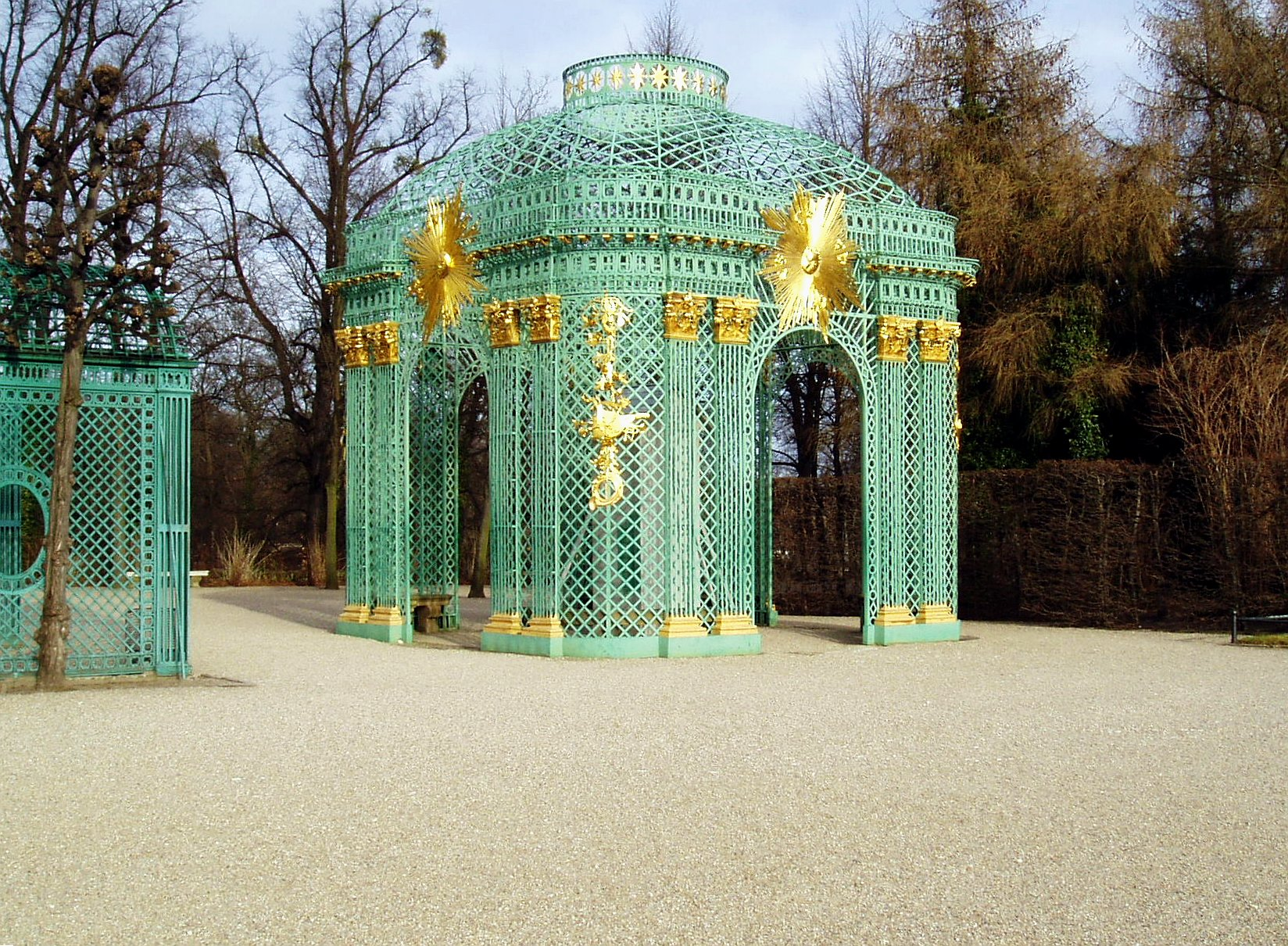
Un pavelló enreixat a Sanssouci.

Sota el tossal es va construir l'any 1745 un jardí ornamental barroc a imatge del parterre de Versalles. L'any 1748 es va instal·lar al centre d'aquest jardí la Gran Font. Frederic mai no la va veure en funcionament perquè els enginyers que la van dissenyar no tenien prou coneixements d'hidràulica. A partir de l'any 1750 es van anar col·locant estàtues de marbre al voltant de la font. El conjunt va ser també una còpia de Versalles: figures de Venus, Mercuri, Apol·lo, Diana, Juno, Júpiter, Mart i Minerva, així com retrats al·legòrics dels quatre elements; foc, aigua, aire i terra. Venus i Mercuri, obres de l'escultor Jean Baptiste Pigalle, dos grups de caçadors i les al·legories de dos elements (aire i aigua), de Lambert Sigisbert Adam, van ser un regal del propietari del Palau de Versalles, el rei Lluís XV de França. La resta de les escultures van ser fetes al taller de François Gaspard Adam, un escultor amb renom a Berlín. Cap a l'any 1764, la Rotllana francesa, com es coneix el conjunt, estava conclòs.
Prop hi havia un hort, que Frederic Guillem I va ordenar construir en una data anterior a 1715. El rei soldat bromejava anomenant aquest senzill jardí amb el nom de "El meu Marly", en referència al jardí semblant que hi havia a la residència d'estiu de Lluís XIV a Marly-le-Roi.
En el seu projecte per als jardins, Frederic va donar molta importància a la combinació de jardins ornamentals amb jardins pràctics, demostrant així la seua creença en el fet que l'art i la natura han d'estar units.

## El parc

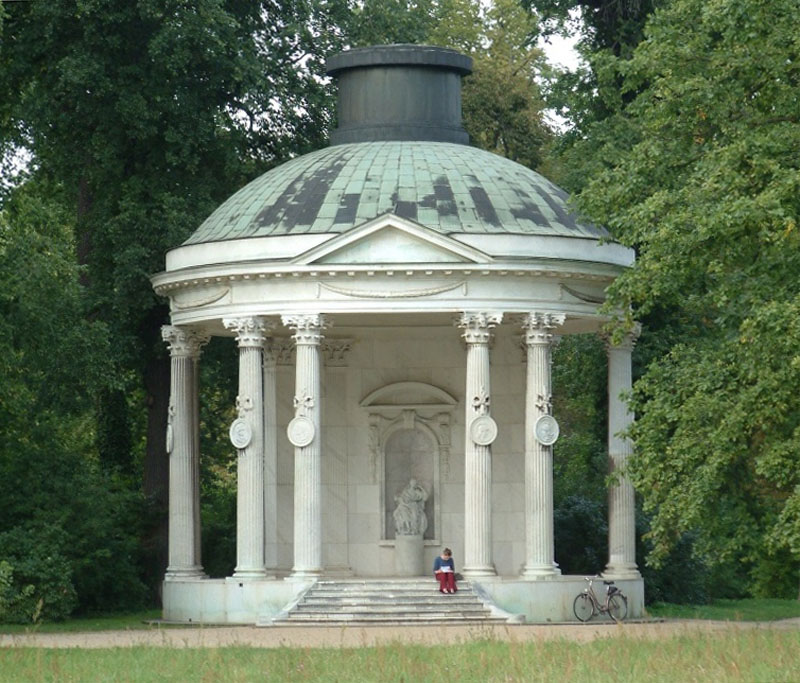
El Temple de l'Amistat: construït al sud de la principal avinguda entre 1768 i 1770 per Carl von Gontard en memòria de la germana favorita de Frederic el Gran, la Marcgravina Guillermina de Bayreuth. L'edifici complementa l'Antic Temple, que rau al nord de l'avinguda.

Una vegada conclosa la vinya aterrassada i el palau, Frederic va girar la seua atenció al paisatge immediat al palau, iniciant la creació del Parc de Sanssouci. En la seua organització del Parc, Frederic va continuar el que havia iniciat a Neuruppin i Rheinsberg. Es va traçar una avinguda recta, de prop de 2,5 km de llarga, començant a l'Est, a l'obelisc 1748 i ampliada durant anys vers el Nou Palau, que marca el seu límit Oest.
Continuant amb el tema hortícola dels jardins aterrassats, s'hi van plantar 3.000 arbres fruiters, i es van construir hivernacles i vivers, produint-hi taronges, melons, préssecs i bananes. També s'hi van erigir estàtues i obeliscs, amb representacions de les deesses Flora i Pomona. Frederic disposava també de diversos templets i pavellons en el mateix estil rococó del palau. Alguns eren com petites cases, que compensaven la manca de bastants habitacions per a invitats al mateix palau.

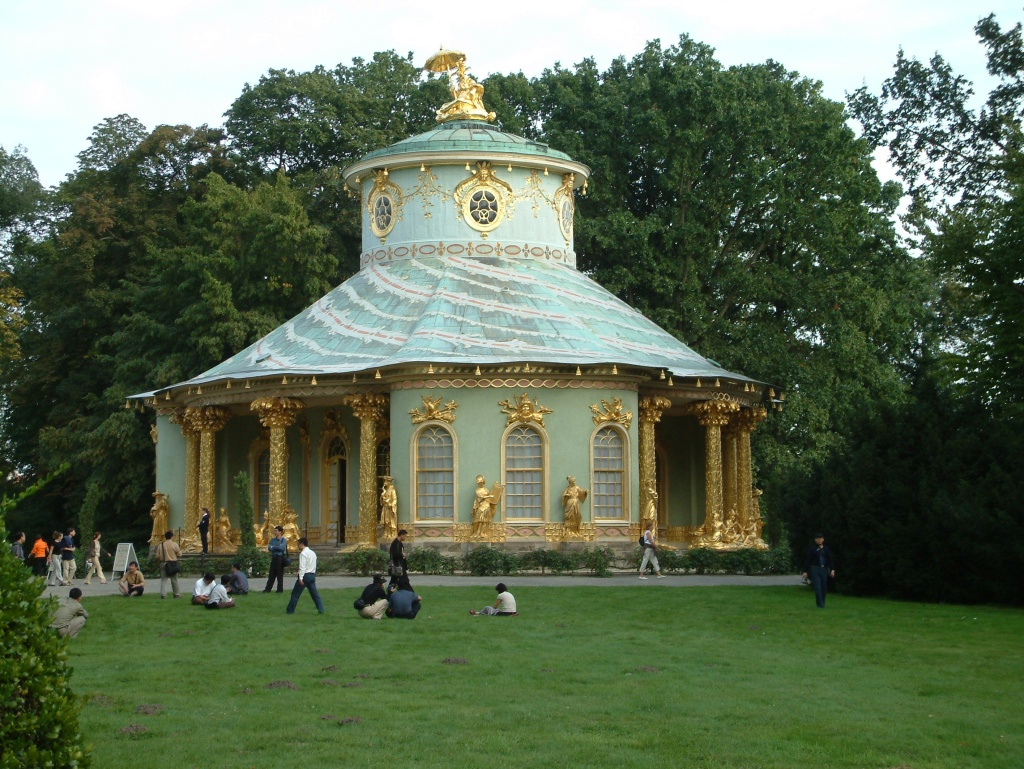
El Pavelló Xinès, dissenyat per Johann Gottfried Büring entre 1755 i 1764; un pavelló en l'estil de les chinoiseries: una mescla d'elements rococó i arquitectura oriental.

Frederic va invertir molts diners en un intent d'introduir un sistema de fonts al Parc de Sanssouci, amb el propòsit d'emular altres grans jardins barrocs d'Europa. En aquella època la hidràulica es trobava als seus inicis, i malgrat la construcció de sistemes de bombament i dipòsits, les fonts de Sanssouci van haver de romandre seques durant els següents 100 anys. La invenció de la màquina de vapor va resoldre el problema un segle després, i així els dipòsits van poder complir la seua funció. Finalment, al voltant de 1842, la Família Reial Prussiana va poder gaudir de la meravella de la Gran Font situada sota les terrasses, rajant aigua a una alçada de 38 metres. La mateixa estació de bombament esdevingué un altre pavelló del jardí en forma de mesquita turca amb el fumeral com a minaret.
El parc es va ampliar sota el regnat de Frederic Guillem II, i després sota el del seu fill Frederic Guillem III. Els arquitectes Karl Friedrich Schinkel i Ludwig Persius van construir el Palau de Charlottenhof al parc, en el lloc on hi havia una granja, i a Peter Joseph Lenné li va ser encarregat el disseny del jardí. Amb amples prats es van crear avingudes visuals entre Charlottenhof, els Banys Romans i el Nou Palau, i s'hi van incorporar pavellons, com ara el Temple de l'Amistat de Frederic el Gran.

## Sanssouci en èpoques recents

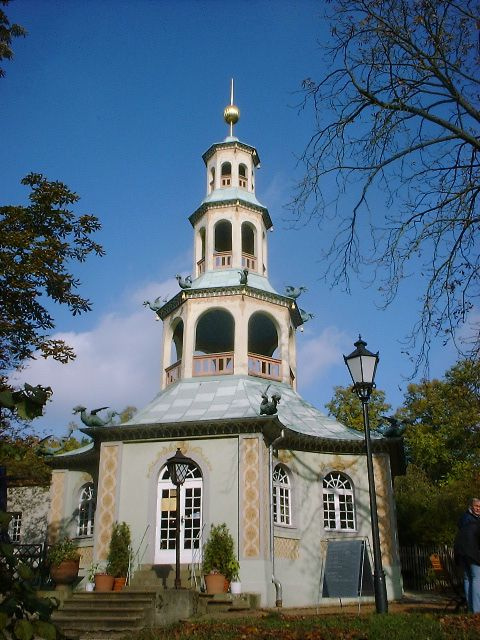
La Casa del Drac va ser construïda entre 1770 i 1772 en l'estil Chinoiserie en l'extrem nord del Parc de Sanssouci.

Després de la Primera Guerra Mundial, i malgrat el final de la monarquia alemanya, el palau va romandre en possessió dels Hohenzollern. Però, l'1 d'abril de 1927 va passar sota la protecció de la "Verwaltung der Staatlichen Schlösser und Gärten" (Administració Prussiana dels Palaus i Parcs Nacionals).
En començar els bombardeigs estratègics sobre Berlín en la Segona Guerra Mundial, les principals obres d'art dels palaus imperials van ser traslladades per seguretat a Rheinsberg (Brandenburg) i Bernterode im Eichsfeld (Turíngia). L'estructura del palau va romandre intacta malgrat els combats que tingueren lloc en la seua rodalia l'any 1945, però el vell molí de vent, conservat per Frederic al Parc amb l'objectiu de posar-hi un toc d'encís rústic, va ser destruït.
En acabar la guerra, gran part dels objectes que havien estat traslladats a Rheinsberg van ser tramesos a la Unió Soviètica com a botí de guerra; només una petita part va retornar al palau l'any 1958. Les obres d'art de Bernterode trobades per soldats nord-americans van ser trameses en primer lloc al "Punt Central de Recollida de Béns Artístics" de Wiesbaden, i l'any 1957 al Palau de Charlottenburg, a Berlín Oest.

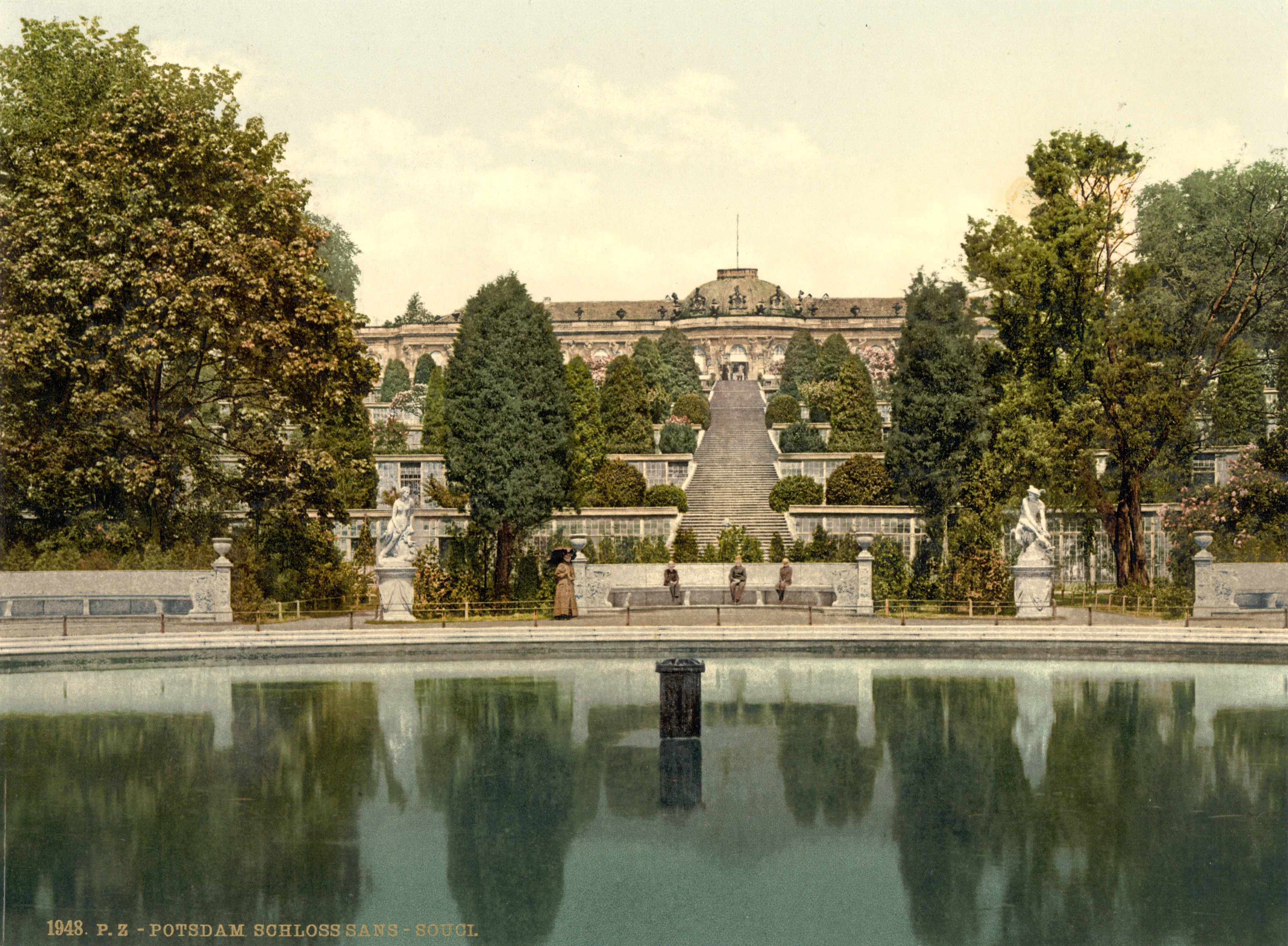
Sanssouci al voltant de 1900; aquest panorama no ha canviat gens des de llavors.

Comparat amb altres edificis similars, el palau va conservar-se bé durant almenys 50 anys sota el règim comunista d'Alemanya de l'Est. L'Església de Sant Salvador de Sacrow i el centre de Potsdam van patir d'abandó, i part del centre històric de Potsdam va ser enderrocat. El Berliner Stadtschloss (Palau de la Ciutat de Berlín), que contenia obra arquitectònica de Schinkel, Erdmannsdorff i Knobelsdorff va ser enderrocat l'any 1950. Sanssouci va sobreviure intacte, i l'any 1986 la seua imatge va ser usada en els bitllets de 5 DDM. Va ser el Govern de la República Democràtica Alemanya qui gestionà la inclusió de Sanssouci en la llista del Patrimoni de la Humanitat. La declaració es va aconseguir l'any 1990 amb el següent esment:
| « | El palau i el parc de Sanssouci, sovint qualificats com el "Versalles Prussià", són una síntesi dels moviments artístics del segle xviii en les ciutats i corts d'Europa. Aquest conjunt és un exemple únic de creacions arquitectòniques i disseny del paisatge en el context intel·lectual de les idees monàrquiques de l'Estat. | » |

Després de la reunificació d'Alemanya, la biblioteca de Frederic va ser retornada l'any 1992 a la seua ubicació original al Palau de Sanssouci. Entre 1993 i 1995 s'hi van retornar trenta-sis pintures a l'oli. L'any 1995 es va constituir la Fundació dels Palaus i Jardins Prussians de Berlín-Brandenburg. L'objectiu d'aquesta Fundació és l'administració i conservació de Sanssouci i els altres palaus imperials a Berlín i Brandenburg, que reben cada any més de dos milions de visitants d'arreu del món.